# 526. Reserve-Division (Wehrmacht)
Die 526. Reserve-Division war eine deutsche Infanteriedivision des Ersatzheeres im Zweiten Weltkrieg.

## Geschichte

### Aufstellung
Die Division wurde im September 1944 aus Teilen der Division Nr. 176 und 526. Infanterie-Division in Aachen aufgestellt und der 1. Fallschirm-Armee unterstellt. In der Bezeichnung gibt es Unterschiede. So ist in der Schematischen Kriegsgliederung die Division Nr. 526 aufgeführt und in der Feldpostübersicht taucht nur die 526. Reserve-Division auf. 

### Auflösung durch Abbruch der Aufstellung
Der Aufstellungsprozess wurde jedoch aufgrund der schwierigen Frontlage im Oktober abgebrochen und die schon bestehenden Divisionsteile auf andere an direkt der Front stehende Infanteriedivisionen zu deren Auffrischung aufgeteilt. 

### Verwendung der aufgestellten Teileinheiten der Division
Die Teileinheiten der Division wurden auf die Frontdivisionen 12., 89., 246. und 347. verteilt. Der Divisions-Stab kam im Dezember zur Heeresgruppe G und kämpfte bis Kriegsende als Kampfverband in der Rheinpfalz.

## Kommandeure
Kommandeure waren der Generalleutnant Kurt Schmidt und nach dem Tod von Kurt Schmidt ab Anfang März 1945 bis Kriegsende Generalleutnant Hans Bergen, welcher schon von Dezember 1944 an Vertreter von Schmidt als Kommandeur war.

## Gliederung
- Reserve Grenadier-Regiment 253 (Aachen, mit drei Bataillonen)
- Reserve Grenadier-Regiment 416 (Osnabrück, mit drei Bataillonen von der Division Nr. 176)
- Reserve Grenadier-Regiment 536 (Düsseldorf, mit vier Bataillonen)
- Reserve Artillerie-Abteilung I./76 (Wuppertal)
- Reserve Pionier-Bataillon 253 (Westhoven)
- Reserve Nachrichten-Kompanie 526
- Divisions-Versorgungs-Regiment 526